# Eisenbahnunfall von Revigny-sur-Ornain
Der Eisenbahnunfall von Revigny-sur-Ornain war der Auffahrunfall eines Güterzugs auf einen im Bahnhof von Revigny-sur-Ornain stehenden Personenzug am 12. November 1946. 31 Menschen starben.

## Ausgangslage
Im Bahnhof von Revigny-sur-Ornain hielt ein Nahverkehrszug, den auch viele Schulkinder nutzten. Während des Fahrgastwechsels hielten sich auch zahlreiche Menschen auf dem Bahnsteig auf. Der Zug war nach hinten durch Lichtsignale gesichert. Von dort nahte ein Güterzug. Es herrschte dichter Nebel.

## Unfallhergang
Der Lokomotivführer des Güterzugs erkannte zwei aufeinander folgende, „Halt“ zeigende Signale nicht. Mit etwa 60 km/h fuhr er in den Bahnhof ein und auf den Zugschluss des haltenden Personenzugs auf, dessen drei letzte Wagen sich ineinander schoben.

## Folgen
31 Menschen starben, unter ihnen etwa die Hälfte Schulkinder. Zahlreiche Tote und Verletzte gab es auch auf dem Bahnsteig. Alle Toten waren Einwohner von Revigny-sur-Ornain.